# سی/۲۰۱۶ یو۱ (نئووایز)
سی/۲۰۱۶ یو۱ (نئووایز) (به انگلیسی: C/2016 U1 (NEOWISE)) یک ستاره دنباله‌دار است که در تاریخ ۲۱ اکتبر ۲۰۱۶ توسط کاوشگر نقشه‌بردار فروسرخ میدان وسیع کشف شد. این ستاره دنباله‌دار ممکن است در هفته اول سال ۲۰۱۷ برای بینندگان آسمان در زمین با قدر درجه +۶ قابل مشاهده باشد و در ۱۴ ژانویه ۲۰۱۷ در نزدیکترین فاصله به خورشید خواهد بود. در تاریخ ۱۳ دسامبر ۲۰۱۶ در فاصله ۱۰۶٬۰۰۰٬۰۰۰ کیلومتری (۶۶٬۰۰۰٬۰۰۰ مایلی) با سطح زمین بود. این یک تهدید برای زمین محسوب نمی‌شود.

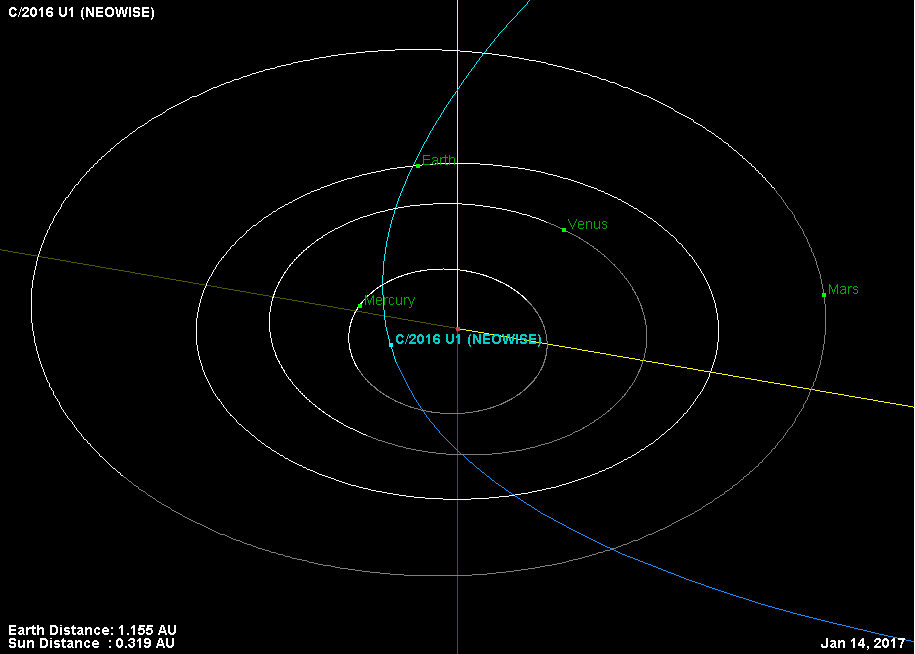
گردش سی/۲۰۱۶ یو۱ در ۱۴ ژانویه ۲۰۱۷ که از نزدیکی خورشید در حال گذر است.